# Marot-Gardon

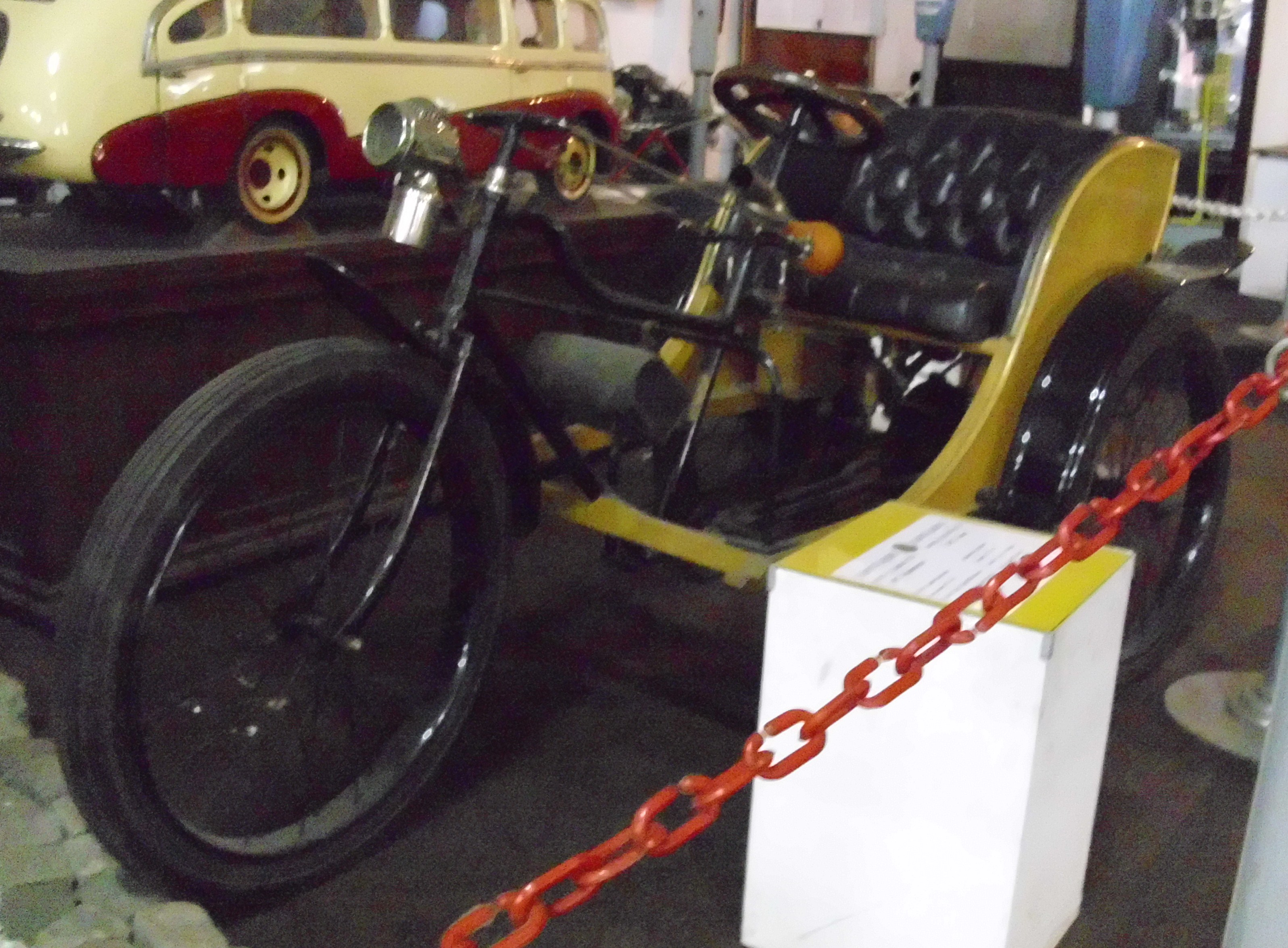
Gemotoriseerde driewieler van het merk Marot-Gardon uit circa 1898-1900

Marot-Gardon is een historisch, waarschijnlijk Frans, motorfietsmerk dat rond 1900 tricycles met De Dion-Bouton-motorblokken maakte.